# دوروثي جان راي
دوروثي جان راي (بالإنجليزية: Dorothy Jean Ray)‏ هي عالمة الإنسان ومؤرخة أمريكية، ولدت في 10 أكتوبر 1919، وتوفيت في 12 ديسمبر 2007.